# Mecyclothorax paradoxus
Mecyclothorax paradoxus är en skalbaggsart som först beskrevs av Blackburn 1879.  Mecyclothorax paradoxus ingår i släktet Mecyclothorax och familjen jordlöpare. Inga underarter finns listade i Catalogue of Life.